# أندريه أندرسون (لاعب كرة قدم أمريكية)
أندريه أندرسون (بالإنجليزية: André Anderson)‏ هو لاعب كرة قدم أمريكية أمريكي، ولد في 1 مايو 1988 في فورت لودرديل في الولايات المتحدة.

## وصلات خارجية
- أندريه أندرسون على موقع مرجع كرة القدم المحترفة.كوم (الإنجليزية)